# Opodiphthera eucalypti
Opodiphtera eucalypti (лат.) — вид павлиноглазок из рода Opodiphthera. Видовое название «eucalypti» дано в честь окраски гусеницы, с помощью которой она маскируется под эвкалипт, когда она нём питается. Летает ночью.

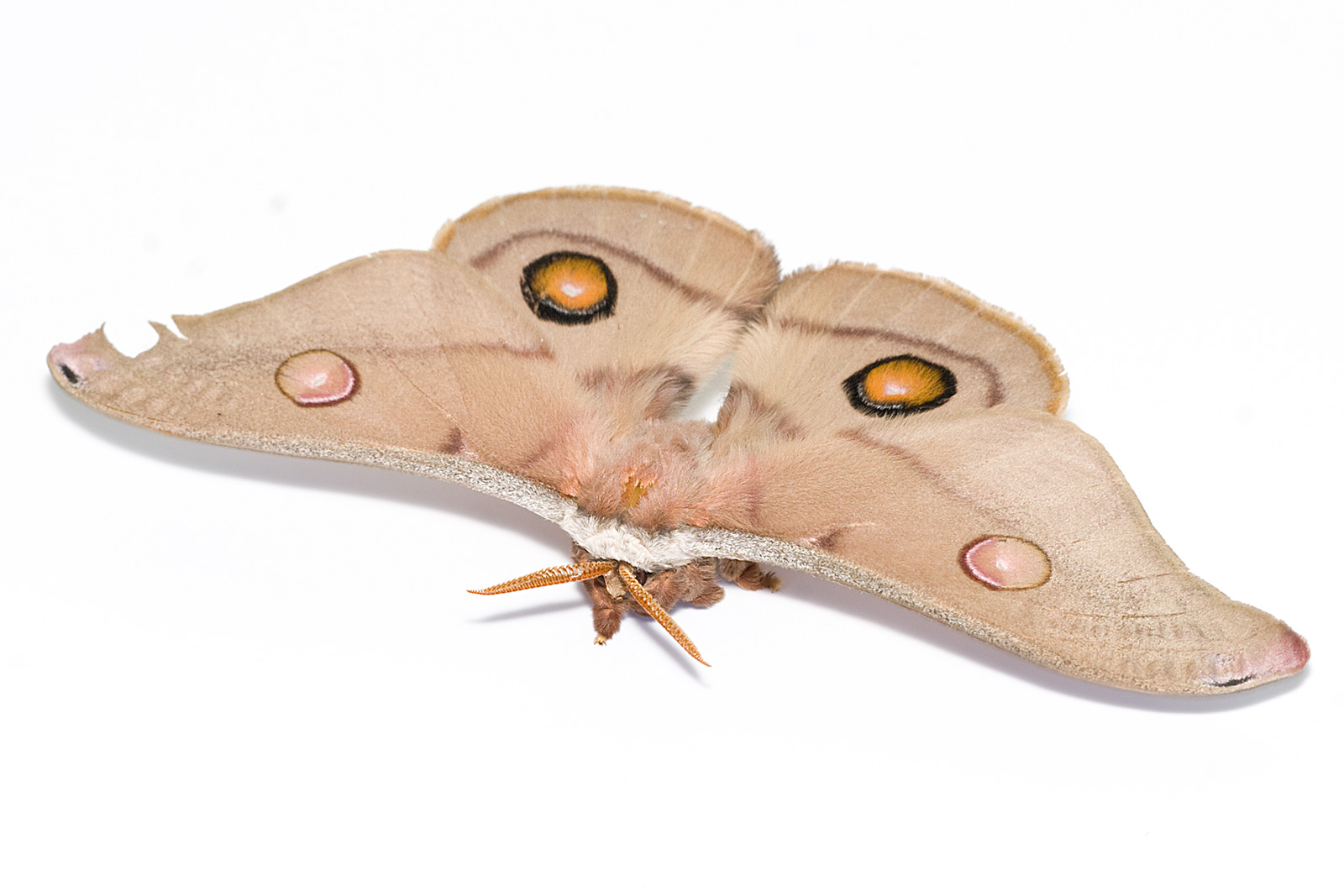
Самка

## Описание
На конце крыла, есть чёрные пятнышки. В нижней части, глазные пятна имеют чёрный край. Конечные части верхней части крыла серые. Размах крыльев 8-13 см. Размер самой бабочки — 6 см. Вылупляется летом из куколки. Коричневатого оттенка, на передних крыльях есть белые треугольники. Во взрослом состоянии живёт несколько недель. У самцов усики перистые, у самок — нитевидные.

### Описание гусеницы
Гусеница зелёная, верхняя часть тела синяя. Красные шипы, и жёлто- белые полоски по бокам. Живёт в эвкалиптовых зарослях, которыми и питается. В состоянии куколки, может оставаться год или даже больше. В первые дни жизни, гусеницы коричневые, но по мере взросления, становятся ярче, также появляется зелёный цвет сверху.

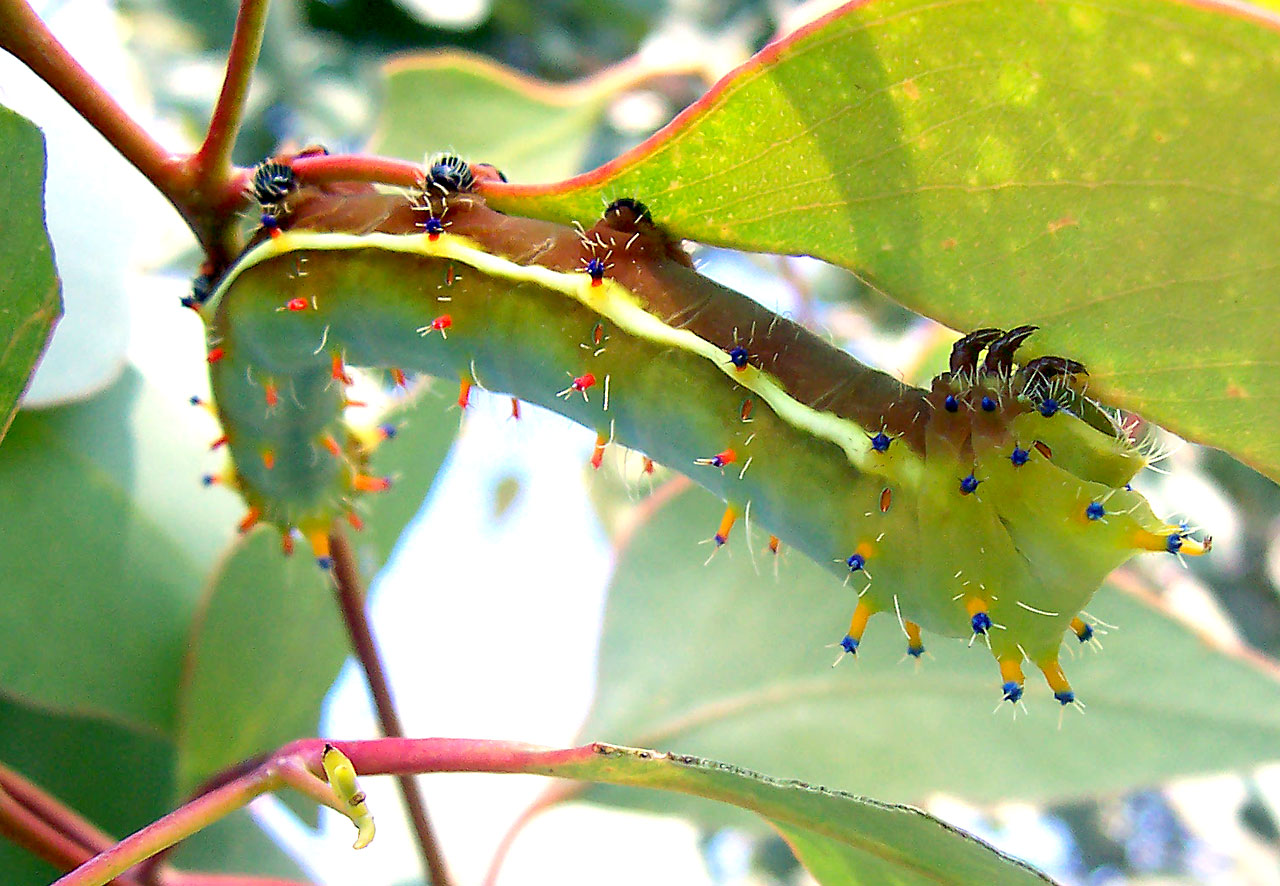
Взрослая гусеница

### Описание яиц
Яйца овальной формы. Темнеют по мере приближения их вылупления. Самка выкладывает 30 штук за раз.

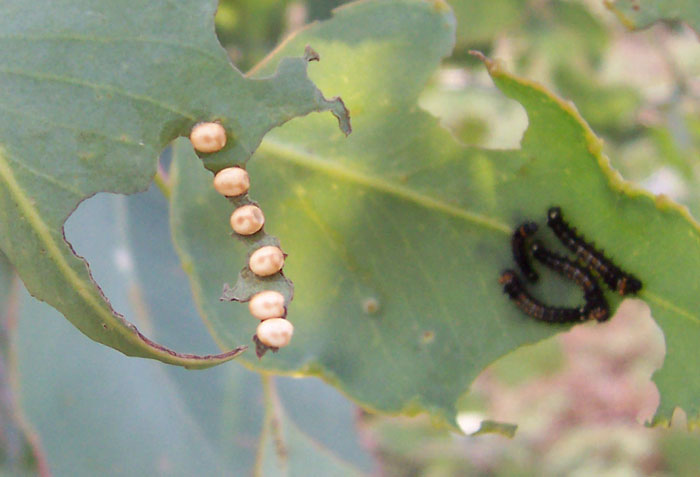
Яйца и вылупившиеся гусеницы

## Ареал
Север Австралии, Квинсленд и Виктория, также Новая Зеландия.